# Supernova di tipo II

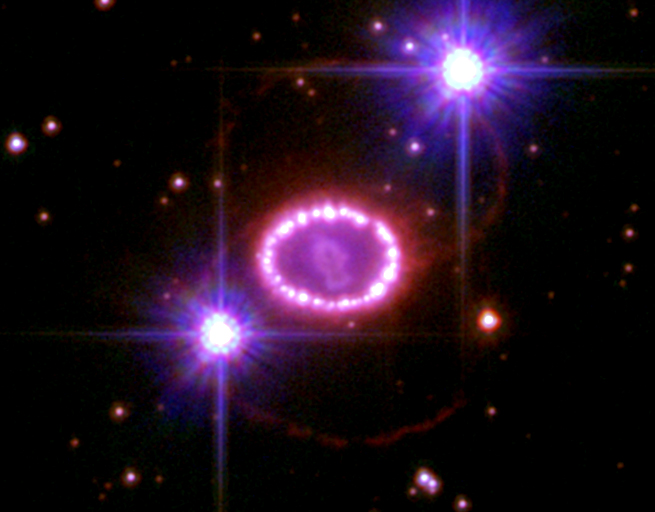
Il residuo in espansione di SN 1987A, una supernova di tipo II-P nella Grande Nube di Magellano. NASA

Una supernova di tipo II (o supernova a collasso nucleare, dall'inglese core-collapse supernova) è un tipo di supernova che si forma a partire dal collasso interno e dalla conseguente violenta esplosione di una stella di massa superiore ad almeno 9 volte la massa del Sole (stella massiccia).
Le stelle massicce, come d'altronde tutte le stelle, generano energia tramite la fusione nucleare, nei loro nuclei, dell'idrogeno in elio. Tuttavia, a differenza del Sole, queste stelle, giunte ad una fase avanzata del proprio ciclo vitale, non si limitano a fondere l'elio in carbonio, ma, in virtù della loro massa sufficientemente elevata, sono in grado di attuare dei cicli di fusione che, dal carbonio, portano alla produzione di elementi sempre più pesanti. Il prodotto finale di questi cicli di nucleosintesi è il ferro-56, un isotopo del ferro di peso atomico 56 uma che, a causa dell'eccessivo dispendio energetico necessario per fonderlo, si accumula inerte al centro dell'astro.
Quando il nucleo ferroso raggiunge e supera una massa limite, detta limite di Chandrasekhar ed equivalente a 1,44 masse solari, va incontro ad un'implosione; il nucleo collassante si scalda, causando una serie di rapide reazioni nucleari che risultano nella formazione di neutroni e neutrini. Il collasso viene arrestato da varie interazioni su piccola scala tra i neutroni neoformati, che fanno sì che l'implosione "rimbalzi": si crea così un'onda d'urto che causa la violenta espulsione nello spazio circostante degli strati esterni della stella. Sarebbe questa, secondo i modelli, la sequenza di eventi che conduce all'esplosione di una supernova di tipo II.
Le supernovae di tipo II sono classificate in due sottotipi principali a seconda della curva di luce cui danno luogo: le supernovae di tipo II-L, che danno luogo ad una curva che mostra una costante (Lineare) diminuzione di luminosità con l'avanzare del tempo, e le supernovae di tipo II-P, che danno luogo ad una curva che mostra un appiattimento (Plateau, che indica un periodo in cui la luminosità si mantiene costante) seguito poi da una diminuzione di luminosità simile a quella del tipo L. Normalmente le supernovae di tipo II manifestano nei loro spettri la presenza di idrogeno. Le supernovae di tipo II si differenziano dalle supernovae di tipo Ib e Ic, anch'esse a collasso nucleare, per il fatto che queste ultime derivano da stelle massicce prive del loro strato esterno di idrogeno (per il tipo Ib) ed elio (per il tipo Ic); di conseguenza, i loro spettri appaiono privi di questi elementi.

## Evoluzione delle stelle progenitrici

Schema degli strati "a cipolla" di una stella massiccia nelle ultime fasi di vita. (Non in scala)

Le stelle massicce intraprendono dei tragitti evolutivi piuttosto complessi. Mentre la fase di sequenza principale, durante la quale l'astro fonde l'idrogeno in elio, è comune a tutte le stelle, le fasi successive a questa lunga fase di stabilità, così come i tipi di reazioni nucleari e gli elementi in esse coinvolti, si differenziano a seconda della massa dell'astro. Infatti, mentre le stelle di massa piccola e media, nelle fasi seguenti la sequenza principale, fondono l'idrogeno in un guscio più esterno al nucleo di elio e, solamente qualora la massa sia sufficiente, possono arrivare a fondere l'elio in carbonio ed ossigeno, le stelle massicce, conclusa la fusione dell'elio in carbonio, raggiungono, nei loro nuclei, le condizioni di temperatura e pressione necessarie a far avvenire la fusione di quest'ultimo in elementi più pesanti: ossigeno, neon, silicio e zolfo.
In tali stelle può svolgersi in contemporanea la nucleosintesi di più elementi all'interno di un nucleo che appare stratificato; tale struttura è paragonata da molti astrofisici agli strati concentrici di una cipolla. In ciascun guscio avviene la fusione di un differente elemento: il più esterno fonde idrogeno in elio, quello immediatamente sotto fonde elio in carbonio e via dicendo, a temperature e pressioni sempre crescenti man mano che si procede verso il centro. Il collasso di ciascuno strato è sostanzialmente evitato dal calore e dalla pressione di radiazione dello strato sottostante, dove le reazioni procedono a un regime più intenso. I prodotti finali della nucleosintesi sono il nichel-56 (56Ni) e il cobalto-56 (56Co), risultato della fusione del silicio, che viene completata nel giro di pochi giorni. Questi due elementi decadono rapidamente in ferro-56 (56Fe).
Il fattore limitante del processo di fusione nucleare è la quantità di energia che viene rilasciata mentre esso è in atto, che dipende dall'energia di legame che mantiene coesi i nuclei atomici. Ogni tappa successiva del processo produce dei nuclei sempre più pesanti, la cui fusione rilascia progressivamente un'energia sempre più bassa. Poiché i nuclei del ferro e del nichel possiedono un'energia di legame nettamente superiore a quella di qualunque altro elemento, la loro fusione, anziché essere un processo esotermico (che produce ed emette energia), è fortemente endotermica (cioè richiede e consuma energia).
La tabella sottostante riporta il tempo che una stella di massa 25 volte quella solare impiega per fondere il proprio combustibile nucleare. Si tratta di una stella di classe O, con un raggio 10 volte quello del Sole ed una luminosità 80 000 volte quella della nostra stella.
| Processo                           | Combustibile principale | Prodotti principali           | Parametri fisici       | Parametri fisici | Parametri fisici |
| Processo                           | Combustibile principale | Prodotti principali           | Temperatura nucleo (K) | Densità (g/cm3)  | Durata           |
| ---------------------------------- | ----------------------- | ----------------------------- | ---------------------- | ---------------- | ---------------- |
| ciclo CNO e catena protone-protone | idrogeno                | elio                          | 7×107                  | 10               | 107 anni         |
| processo tre alfa                  | elio                    | carbonio, ossigeno            | 2×108                  | 2000             | 106 anni         |
| fusione del carbonio               | carbonio                | Ne, Na, Mg, Al                | 8×108                  | 106              | 103 anni         |
| fusione del neon                   | neon                    | O, Mg                         | 1,6×109                | 107              | 3 anni           |
| fusione dell'ossigeno              | ossigeno                | Si, S, Ar, Ca                 | 1,8×109                | 107              | 0,3 anni         |
| fusione del silicio                | silicio                 | 56Ni, 56Co (decadono in 56Fe) | 2,5×109                | 108              | 5 giorni         |

## Il collasso del nucleo

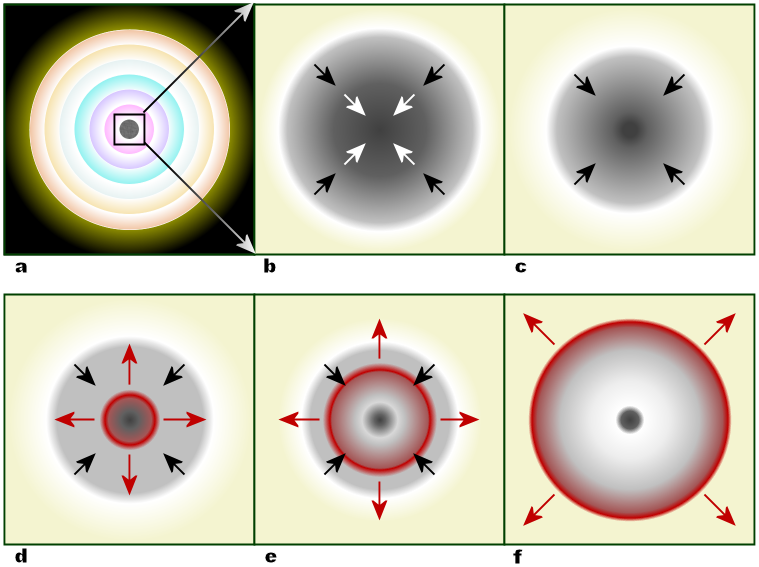
Le fasi del collasso gravitazionale del nucleo di una stella massiccia.
All'interno di una stella massiccia in un avanzato stadio evolutivo (a), la fusione nucleare termina con la sintesi del ferro, che, depositandosi al centro dell'astro, va a costituire un nucleo inerte (b) che in breve tempo raggiunge la massa limite di Chandrasekhar, iniziando a collassare. La materia della parte più interna del nucleo degenera in neutroni ed emette neutrini (c), causando un rimbalzo della materia (d) che dà origine ad un'onda d'urto (in rosso). Il fronte d'urto inizialmente tende a rallentare (e), ma è rinvigorito da processi che includono interazioni tra i neutrini. L'onda spazza via gli strati circostanti il nucleo (f), lasciando solo un residuo di materia degenere: una stella compatta (stella di neutroni o buco nero a seconda della massa).

Il ferro-56, non impiegabile per la fusione nucleare, si accumula inerte al centro dell'astro. Pur essendo sottoposto ad altissime sollecitazioni gravitazionali, il nucleo non collassa per via della pressione degli elettroni degeneri, uno stato in cui la materia è talmente densa che una sua ulteriore compattazione richiederebbe che gli elettroni occupino tutti il medesimo livello energetico. Tuttavia, per il principio di esclusione di Pauli, un medesimo livello energetico può essere occupato solamente da una coppia di identici fermioni con spin opposto; di conseguenza, gli elettroni tendono a respingersi, contrastando in questo modo il collasso gravitazionale.
Quando la massa del nucleo ferroso raggiunge e supera il limite di Chandrasekhar, la pressione degli elettroni degeneri non è più in grado di contrastare efficacemente la gravità e il nucleo va incontro ad un catastrofico collasso; la parte più esterna del nucleo, durante la fase di collasso, raggiunge velocità dell'ordine dei 70 000 km/s, pari al 23% della velocità della luce. Il nucleo in rapida contrazione si riscalda, producendo fotoni gamma ad alta energia che decompongono i nuclei di ferro in nuclei di elio e neutroni liberi tramite un processo noto come fotodisintegrazione. Man mano che la densità del nucleo aumenta, incrementa anche la probabilità che gli elettroni e i protoni si fondano (tramite un fenomeno noto come cattura elettronica), producendo altri neutroni e neutrini elettronici. Poiché questi ultimi raramente interagiscono con la normale materia, essi fuggono via dal nucleo, portando con sé energia ed accelerando il collasso, che va avanti in una scala temporale di alcuni millisecondi. Non appena il nucleo ha raggiunto un livello di contrazione tale da subire un distacco dagli strati ad esso immediatamente esterni, questi ultimi assorbono una parte dei neutrini prodotti, dando inizio all'esplosione della supernova.
Il collasso del nucleo viene arrestato da una serie di interazioni repulsive su piccola scala, come l'interazione forte, che intervengono tra i neutroni; a questo punto, la materia, in caduta verso il centro della stella, "rimbalza", producendo un'onda d'urto che si propaga verso l'esterno. L'energia trasportata dall'onda degrada gli elementi pesanti presenti nel nucleo, ma così facendo perde energia, arrivando ad arrestarsi in prossimità della parte esterna del nucleo.
Il nucleo di neutroni neoformato ha una temperatura iniziale di circa 100 miliardi di kelvin, 105 volte la temperatura del nucleo del Sole. La maggior parte di questa grande energia termica deve essere dispersa perché possa formarsi una stella di neutroni stabile; il processo di dispersione dell'energia termica è accompagnato da un'ulteriore emissione di neutrini. Questi neutrini, caratterizzati da differenti sapori e accoppiati dalle rispettive antiparticelle, gli antineutrini, si formano in numero molto maggiore rispetto ai neutrini formatisi per cattura elettronica. I due meccanismi di produzione dei neutrini permettono di disperdere l'energia potenziale gravitazionale del collasso rilasciando un flusso di neutrini con un'energia di circa 1046 joule (100 foe) in un lasso di tempo di una decina di secondi. Tramite un processo non ancora pienamente compreso, circa 1044 joule (1 foe) vengono riassorbiti dal fronte d'onda in stallo, provocando un'esplosione.
I neutrini prodotti da una supernova sono stati rintracciati per la prima volta quando esplose la Supernova 1987 A, il che portò gli astronomi a concludere sulla validità di fondo del modello del collasso gravitazionale del nucleo.
L'esplosione di una supernova lascia come residui, oltre ad un resto nebuloso, un residuo di materia degenere: la stella compatta. A seconda della massa originaria della stella (non tenendo eventualmente in conto l'intensità dell'esplosione e la quantità di materia da essa espulsa nello spazio) si possono formare due differenti residui: se la stella progenitrice ha una massa inferiore a 20 masse solari si viene a formare una stella di neutroni; se invece la massa è superiore a questo tetto massimo, il collasso gravitazionale porta il nucleo a raggiungere le dimensioni del raggio di Schwarzschild, andando a formare un buco nero. Il limite di massa teorico per questo tipo di collasso nucleare è fissato in circa 40–50 masse solari; al di sopra di questo tetto si ritiene che una stella collassi direttamente in buco nero senza dar luogo all'esplosione di una supernova, sebbene delle incertezze nei modelli del collasso nucleare di una supernova rendono il calcolo di questi limiti ancora piuttosto incerto.

## Modelli teorici

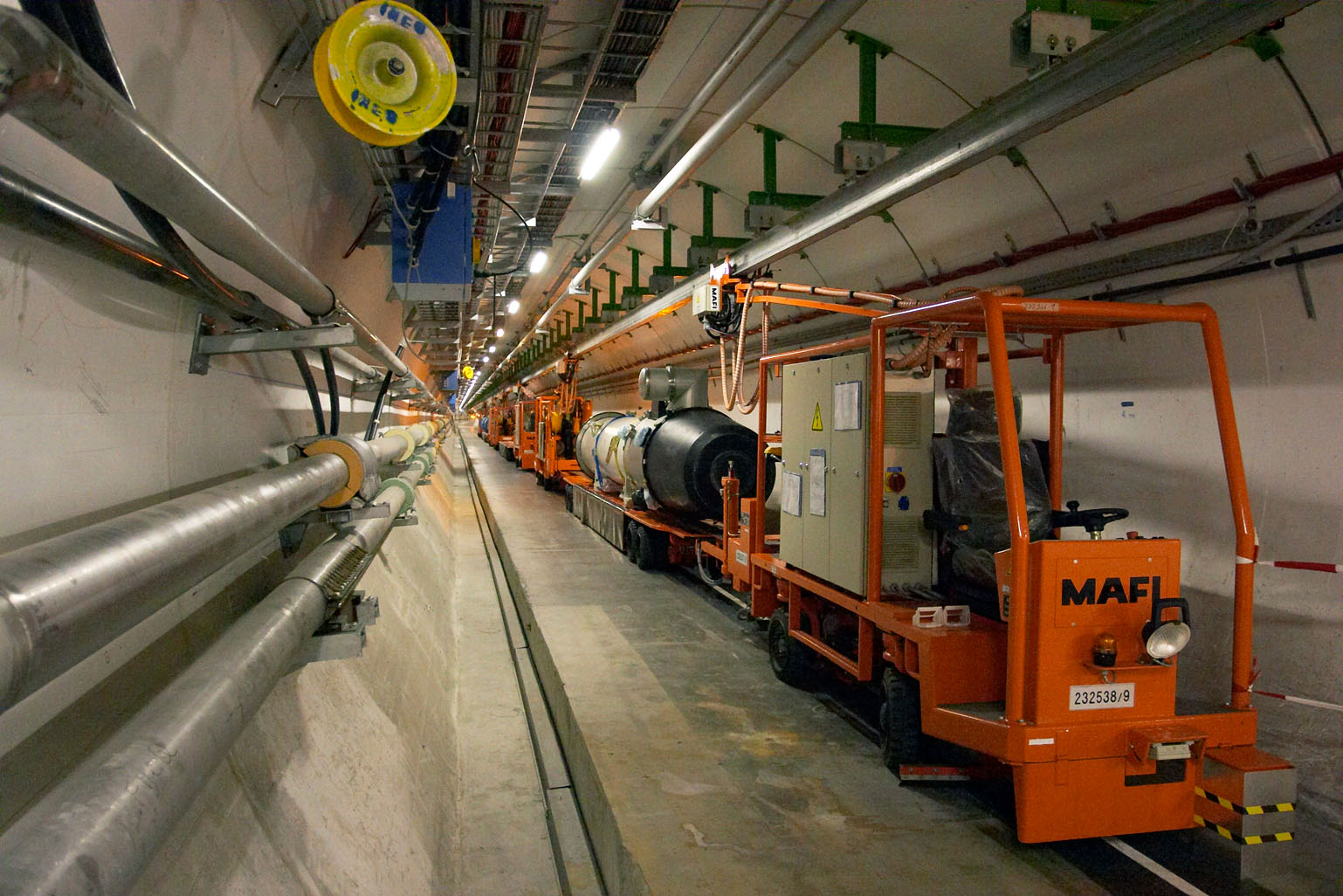
Le energie raggiunte dalle particelle negli acceleratori di particelle (nella foto, l'LHC di Ginevra) sono di gran lunga maggiori di quelle riscontrate nelle supernovae, ma questi esperimenti riguardano solamente singole particelle che interagiscono con altre singole particelle.

Il modello standard, in fisica delle particelle, è una teoria che descrive tre delle quattro interazioni fondamentali tra le particelle elementari che costituiscono la materia; la teoria consente la formulazione di ipotesi che permettono di predeterminare le modalità di interazione delle particelle in diverse condizioni. L'energia posseduta da ogni singola particella in una supernova è normalmente compresa tra 1 e 100 pJ (picojoule, 10−12 J, equivalenti a circa dieci-cento MeV). L'energia delle particelle coinvolte nell'esplosione di una supernova è abbastanza piccola da suggerire la correttezza di fondo dei modelli formulati a partire dal modello standard; tuttavia, le altissime densità di questo processo potrebbero spingere i fisici ad apportarvi alcune correzioni. In particolare, gli acceleratori di particelle situati sulla Terra sono in grado di produrre delle interazioni tra le particelle con energie di gran lunga maggiori (dell'ordine del TeV) rispetto a quelle riscontrate tra le particelle nelle supernovae, ma bisogna tener presente che questi esperimenti riguardano singole particelle che interagiscono con altre singole particelle; è dunque probabile che le alte densità nelle supernovae possano produrre degli effetti insoliti. Le interazioni tra i neutrini e le altre particelle nella supernova hanno luogo grazie alla forza nucleare debole, la cui origine sembra ben compresa; tuttavia, le interazioni tra protoni e neutroni coinvolgono la forza nucleare forte, le cui cause non sono state ancora ben comprese.
La principale questione ancora non risolta riguarda il modo in cui il flusso di neutrini trasferisce la propria energia al resto della stella producendo le onde d'urto che ne causano l'esplosione. Si sa che solamente l'1% dell'energia di queste particelle debba essere trasferita per provocare l'esplosione, ma spiegare come quest'1% venga trasferito ha causato non poche difficoltà agli astrofisici, nonostante si ritenga che le interazioni tra le particelle in gioco siano ben conosciute. Negli anni novanta, un modello prese in considerazione il convective overturn, che ipotizza che la convezione, sia dei neutrini dall'interno, sia dal materiale in caduta dall'esterno, completino il processo di distruzione della stella, lasciando ai neutrini la possibilità di fuggire dall'astro. Durante questa fase, vengono sintetizzati elementi più pesanti del ferro tramite cattura neutronica, grazie alla pressione dei neutrini ai limiti della cosiddetta "neutrinosfera", la quale infine diffonde nello spazio circostante una nebulosa di gas e polveri più ricca in elementi pesanti rispetto alla stella originaria.
La fisica del neutrino, modellata sul modello standard, riveste un ruolo cruciale nella comprensione di questo processo; un altro ambito di studi molto importante è l'idrodinamica del plasma che costituisce la stella morente: comprendere il suo comportamento durante il collasso del nucleo consente di determinare quando e come si forma l'onda d'urto e quando e come entra in stallo e si rinvigorisce, dando quindi luogo all'esplosione dell'astro. Le simulazioni computerizzate sono riuscite con successo a calcolare il comportamento delle supernovae di tipo II quando si forma l'onda d'urto. Ignorando il primo secondo dell'esplosione, ed assumendo che essa sia effettivamente iniziata, gli astrofisici sono stati in grado di formulare delle dettagliate teorie in merito alle modalità di sintesi degli elementi pesanti e all'aspetto che sarebbe stato assunto dalla curva di luce dell'esplosione.

## Curve di luce e spettri insoliti

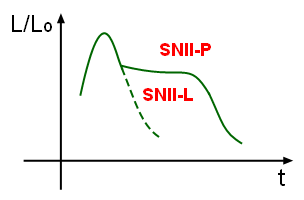
La curva di luce di una supernova di tipo II-L (linea tratteggiata) sovrapposta alla curva di una supernova di tipo II-P. Il grafico considera la luminosità della supernova (rispetto alla luminosità solare) come una funzione del tempo.

L'analisi dello spettro di una supernova di tipo II mostra normalmente la serie di Balmer dell'idrogeno ionizzato; ed è proprio la presenza di queste linee la discriminante tra una supernova di questa categoria ed una supernova di tipo Ia.
Mettendo in relazione la luminosità di una supernova di tipo II con un periodo di tempo, la curva di luce che ne risulta mostra un caratteristico picco seguito da un declino con un tasso medio di 0,008 magnitudini al giorno: un tasso minore rispetto a quello delle supernovae di tipo Ia. Le supernovae di tipo II sono suddivise in due classi, a seconda dell'aspetto assunto dalla curva di luce: le supernovae di tipo II-L e le supernovae di tipo II-P. La curva di luce di una supernova di tipo II-L mostra un declino costante (Lineare) della luminosità dopo il picco; la curva di una supernova di tipo II-P mostra invece un caratteristico appiattimento (in gergo Plateau) durante la fase di declino, il che rappresenta un periodo in cui la luminosità resta costante o diminuisce in maniera estremamente più lenta: infatti, raffrontando i tassi di declino si può notare come quello di una supernova II-P sia notevolmente inferiore (circa 0,0075 magnitudini/giorno) rispetto a quello del tipo II-L (0,012 magnitudini/giorno).
La differenza nel tracciato grafico tra i due tipi di supernova sarebbe dovuta al fatto che, nel caso delle supernovae II-L, si ha l'espulsione della maggior parte dello strato di idrogeno della stella progenitrice, mentre il plateau del tipo II-P sarebbe dovuto ad un cambiamento nell'opacità alla radiazione dello strato esterno: le onde d'urto ionizzano l'idrogeno dello strato esterno, provocando un considerevole aumento dell'opacità che evita l'immediata fuga dei fotoni dalla parte più interna dell'esplosione. Solamente quando la fascia di idrogeno si raffredda abbastanza da consentire la ricombinazione degli atomi neutri lo strato diventa trasparente lasciando passare i fotoni.

### Supernovae di tipo IIn e IIb

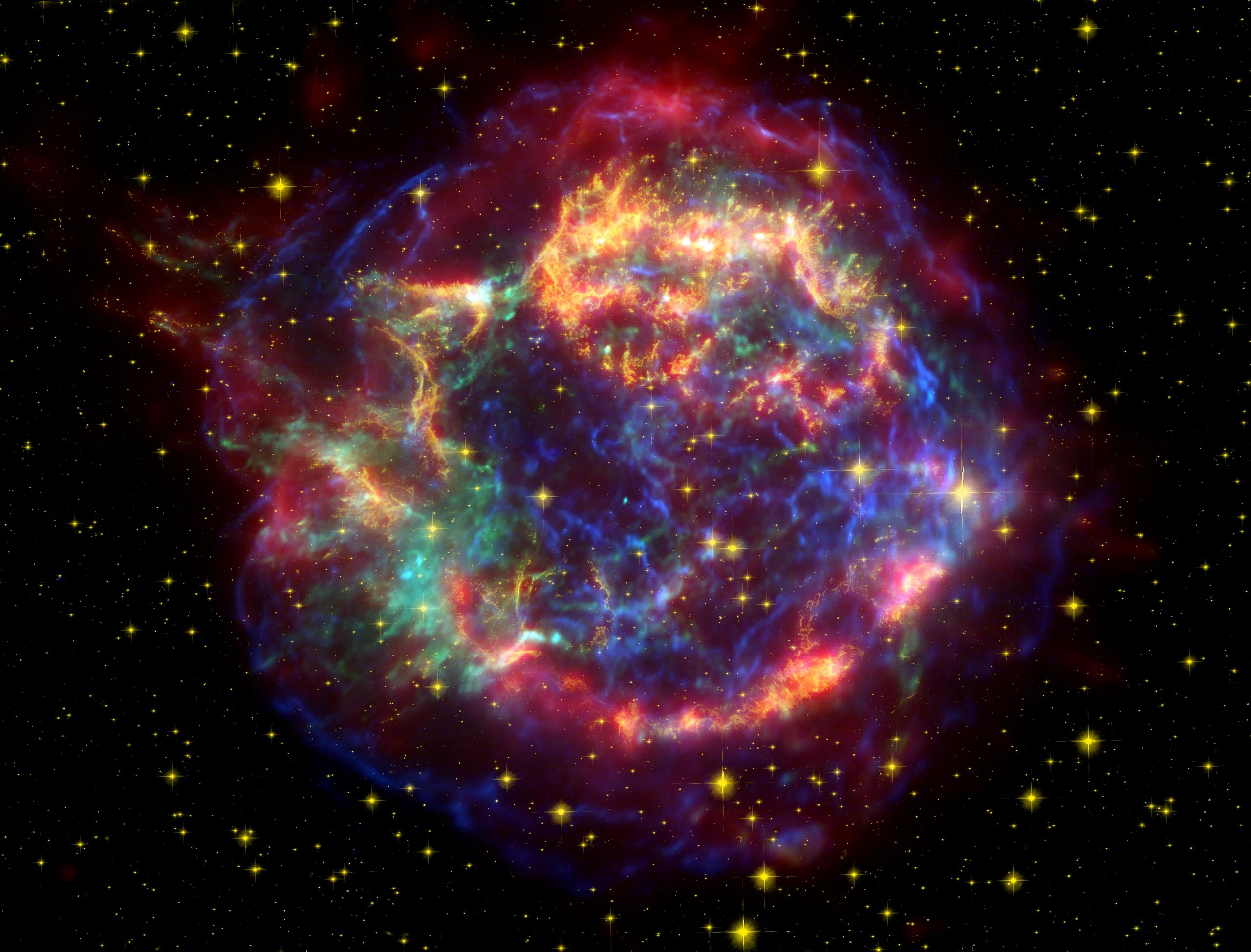
Collage di immagini riprese dai telescopi Hubble, Spitzer e Chandra del resto della supernova Cassiopeia A.

Esistono delle supernovae di tipo II caratterizzate da spettri insoliti; tra queste si annoverano le supernovae di tipo IIn e IIb.
Le supernovae di tipo IIn presentano spettri con linee di emissione dell'idrogeno di spessore medio o sottile ("n" sta per narrow, che in inglese significa stretto). È possibile che le stelle progenitrici di questa classe di SN siano delle variabili blu luminose circondate da un cospicuo inviluppo di gas, risultato dell'imponente perdita di massa per mezzo del vento stellare cui queste stelle sono andate incontro; i modelli matematici indicano, nel caso degli spettri con linee dell'H a spessore medio, che il materiale espulso con la deflagrazione instauri forti interazioni con i gas dell'inviluppo che circonda la stella esplosa. Alcuni esempi di supernovae di tipo IIn sono SN 2005gl e SN 2006gy.
Le supernovae di tipo IIb presentano invece delle caratteristiche intermedie con quelle delle supernovae di tipo Ib: mostrano deboli linee dell'idrogeno nella porzione iniziale dello spettro, motivo per il quale sono classificate come SN di tipo II, ma la loro curva di luce presenta, dopo il picco iniziale, un secondo picco, che le assimila alle supernovae di tipo Ib. Si ritiene che le stelle progenitrici potrebbero essere delle supergiganti che hanno perso gran parte del proprio strato esterno di idrogeno a seguito di interazioni mareali con un'altra stella in un sistema binario, lasciando quasi scoperto il nucleo. Man mano che il materiale espulso dalla supernova IIb si espande, lo strato di idrogeno residuo diviene rapidamente più trasparente rivelando gli strati più profondi.
L'esempio più tipico di SN di tipo IIb è SN 1993J, mentre sembrerebbe che anche Cassiopeia A appartenga a questa classe.

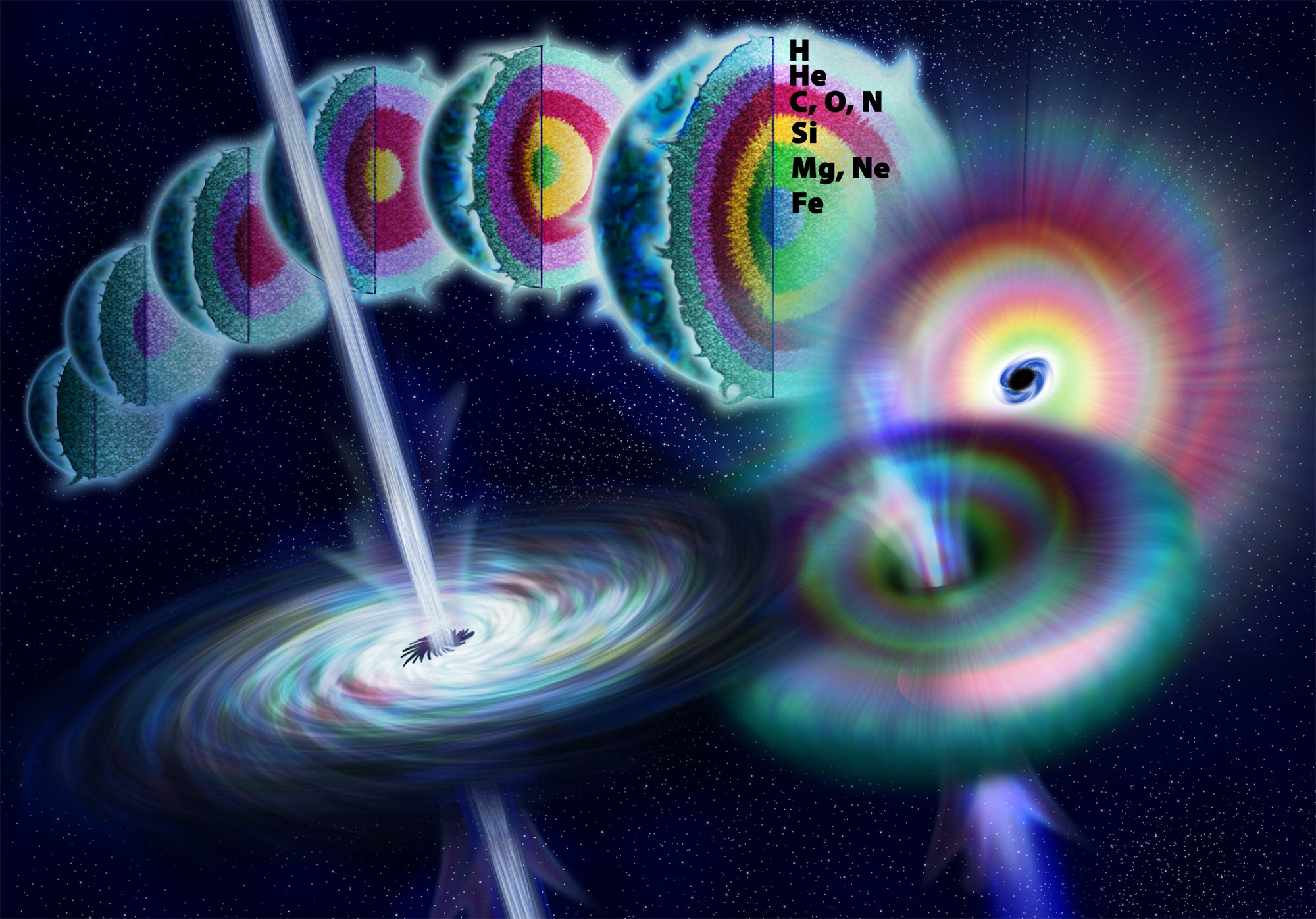
Il collasso di una stella supermassiccia in buco nero e la formazione di un gamma ray burst a partire da getti relativistici.

## Collapsar ed ipernove
Il collasso nucleare di stelle molto massicce non può essere arrestato in nessun modo: infatti, le interazioni repulsive neutrone-neutrone sono in grado di mantenere un oggetto che non abbia una massa superiore al limite di Tolman-Oppenheimer-Volkoff di circa 3,8 masse solari. Al di sopra di questo limite il nucleo collassa a formare direttamente un buco nero stellare, producendo forse una (ancora teorica) esplosione di ipernova.
Nel meccanismo proposto per questo fenomeno, noto come collapsar, due getti di plasma estremamente energetici (getti relativistici) vengono emessi dai poli della stella a velocità prossime a quella della luce; i getti emettono una grande quantità di radiazione ad alta energia, in particolare raggi gamma. L'emissione di getti relativistici a partire dal collasso di una stella in buco nero è una delle possibili spiegazioni per la formazione dei gamma ray burst, la cui eziologia è ancora quasi totalmente sconosciuta.